# 素地
| ウィキペディアには「素地」という見出しの百科事典記事はありません（タイトルに「素地」を含むページの一覧/「素地」で始まるページの一覧）。 代わりにウィクショナリーのページ「素地」が役に立つかもしれません。 |